# Липаковская узкоколейная железная дорога
Липаковская узкоколейная железная дорога — узкоколейная железная дорога в Плесецком районе Архангельской области России. Основана в 1947 году. Использовалась для вывоза леса с лесозаготовок, с 2004 года сообщение по дороге только пассажирское и на мотодрезинах (по состоянию на 2025 год).

## История
Проект лесопункта был подготовлен в 1947 году и вскоре началось строительство центрального посёлка Липаково (который был назван в честь автора проекта), где находится главная станция Онега. В 1948 было начато строительство железной дороги и в 1949 открыт первый участок до будущей станции Лужма. Позже дорога дошла до посёлка Михалёво (закрытого в 1963) и далее на запад, в глухую тайгу. От основной линии отходили "усы" на делянки с более лёгкими и кривыми рельсами. В 1951 году на 14-м километре дороги началось строительство лесного посёлка лесозаготовителей — Лужма, а в 1953 году на 33-м километре — посёлка Сеза (по названиям протекающих там речек). В первое время ветка обслуживалась паровозами, а на убегающих в стороны от основной линии «усах» — вагонами на конной тяге.
Дорогу обслуживало два депо: одно на 6 мест на станции Онега, и второе на два места в поселке Сеза. В качестве локомотивов использовались тепловозы ТУ4, ТУ6, ТУ7, ТУ8. Движение было интенсивным и управлялось диспетчером: ежедневно, в том числе и в выходные дни, в Липаково доставлялось 8-10 составов с древесиной. Главная диспетчерская была на станции Онега.
По состоянию на 1997 год вывоз леса вёлся круглогодично. Пассажирские поезда ходили от станции Онега до Сезы ежедневно. В 2000 был ликвидирован Красновский леспромхоз, в 2004 прекращён вывоз леса, с 2005 начата разборка магистрали. В первую очередь сняли «усы», разобрали разъезды, а затем стали демонтировать и саму линию за Сезой. На данный момент длина дороги — 33 километра, наибольшая же длина основной магистрали составляла 78 километров (общая длина с «усами» — около 150 километров).

## Сообщение
Дважды в неделю от Липаково осуществляется грузопассажирское сообщение с посёлками Лужма и Сеза при помощи единственного, по состоянию на 2025 год, тепловоза ТУ6А. Узкоколейная железная дорога придаёт посёлку относительную известность и привлекает туристов, интересующихся транспортной тематикой. 
В Лужме имеется подъездной путь к магазину.

## См. Также
- Действующие узкоколейные железные дороги России
- Авнюгская узкоколейная железная дорога